# Çandarli (1er) Ibrahim Pacha
Pour les articles homonymes, voir Çandarlı.
Çandarli Ali Pacha, parfois appelé l'ancien, était un homme d'état ottoman qui fut grand vizir de l'empire ottoman de 1387 à 1406.
Il devint le troisième vizir de la famille Çandarli après son père Çandarlı Kara Halil Hayreddin Pacha et son frère Çandarlı Ali Pacha. Son fils Çandarlı Halil Pacha le Jeune ainsi que son petit-fils Çandarlı Ibrahim Pacha le Jeune deviennent eux aussi grands vizirs.